# Parigi-Bruxelles 1958
La Parigi-Bruxelles 1958, quarantaquattresima edizione della corsa, si svolse il 20 aprile 1958 su un percorso di 287 km, con partenza da Parigi e arrivo a Bruxelles. Fu vinta dal belga Rik Van Looy davanti ai suoi connazionali Pino Cerami e Armand Desmet.

## Ordine d'arrivo (Top 10)
| Pos. | Corridore             | Squadra             | Tempo    |
| ---- | --------------------- | ------------------- | -------- |
| 1    | Rik Van Looy          | Belgio              | 7h02'35" |
| 2    | Pino Cerami           | Belgio              | a 7"     |
| 3    | Armand Desmet         | Belgio              | a 10"    |
| 4    | Fred De Bruyne        | Carpano             | a 37"    |
| 5    | Richard Van Genechten | Elve-Peugeot-Marvan | s.t.     |
| 6    | Louison Bobet         | Francia             | s.t.     |
| 7    | Norbert Kerckhove     | Belgio              | s.t.     |
| 8    | Jozef Schils          | Faema-Guerra        | a 1'05"  |
| 9    | Alex Close            | Elve-Peugeot-Marvan | s.t.     |
| 10   | Leon Van Daele        | Belgio              | a 1'07"  |